# Coarnele Caprei
Coarnele Caprei es una comuna ubicada en el distrito de Iași, Rumania.

## Superficie
Cuenta con una superficie de 45,74 kilómetros cuadrados.

## Demografía
Hasta 2021 la población era de 2438 habitantes, con una densidad de población de 53,30 habitantes por kilómetro cuadrado.